# Fournel
Der Fournel ist ein kleiner Gebirgsfluss in Frankreich, der im Département Hautes-Alpes in der Region Provence-Alpes-Côte d’Azur verläuft. Er entspringt im Nationalpark Écrins, beim Col de l’Aup Martin (2981 m), im Gemeindegebiet von L’Argentière-la-Bessée, entwässert generell Richtung Osten, verbleibt immer in der gleichen Gemeinde und mündet nach rund 19 Kilometern im Hauptort als rechter Nebenfluss in die Durance.

## Orte am Fluss
- L’Argentière-la-Bessée

## Sehenswürdigkeiten
- Réserve Biologique des Deslioures, Naturschutzgebiet zur Erhaltung des Alpen-Mannstreu[4]
- Alte Silberminen im Flusstal[5]